# 番茄属
番茄属（属名：Lycopersicon），现改成番茄组（Solanum sect. Lycopersicon），原为茄科下的一个属，为一年生或多年生草本植物。该属共有约6种，原產于南美。后因分子遗传学的进步，又被併入茄属内。